# ニェジェーリンの大惨事

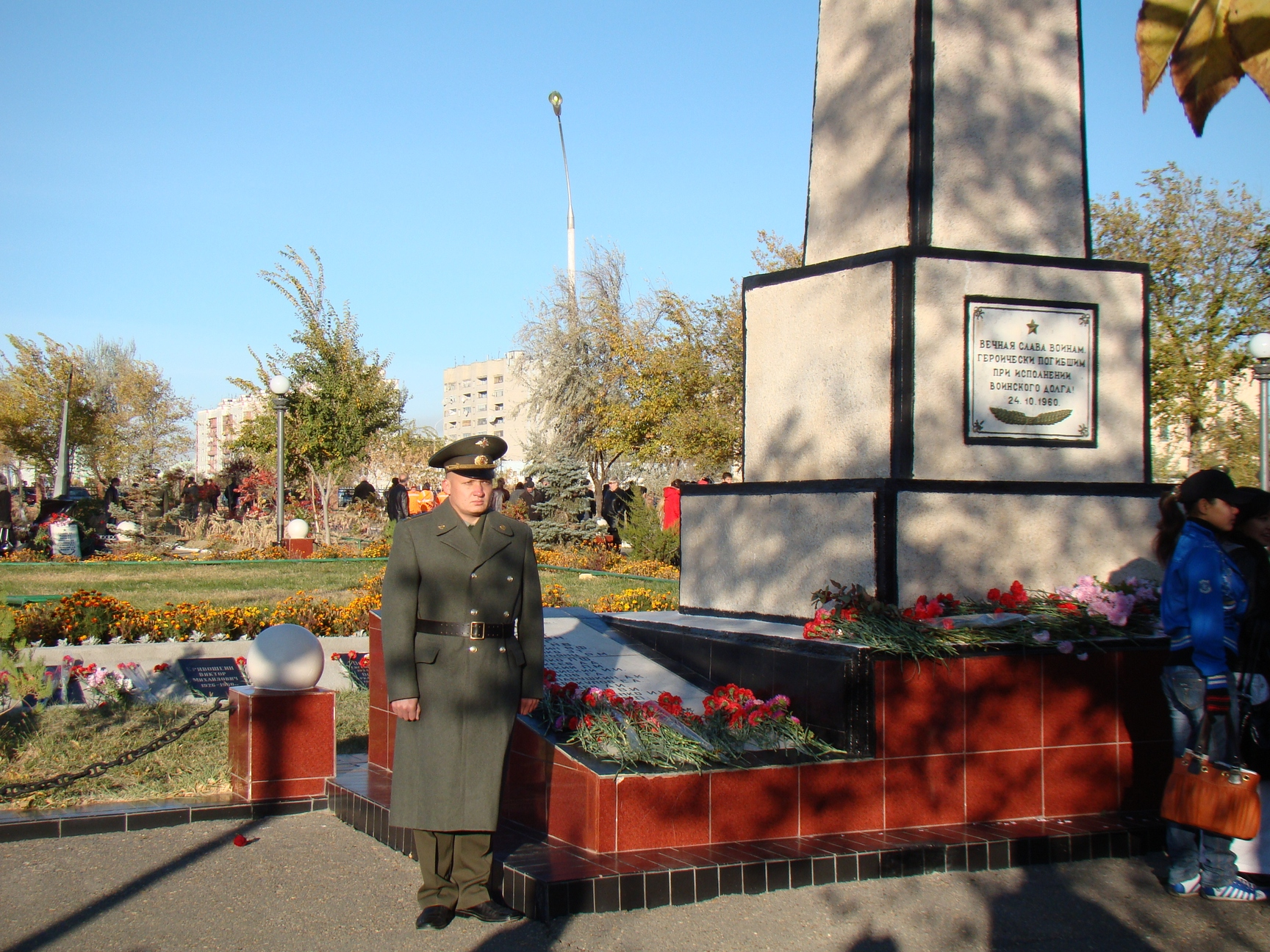
バイコヌールにある犠牲者の慰霊碑

ニェジェーリンの大惨事（英: Nedelin catastrophe または Nedelin disaster）は、1960年10月24日にバイコヌール宇宙基地でソビエト連邦の大陸間弾道ミサイルR-16の試験打上げ時に発射台上で発生した事故のこと。

## 概要
試作ミサイルの試験飛行のため、発射台で準備が行われている間に誤って二段目のロケットエンジンが着火した。結果として地上で大規模な爆発に至り、多くの軍人や技術者等が犠牲となった。公式の発表では死者90人であったが、実際には最大で150人程度に上り、一般的にはおそらく120人程度と推定されている。
災害の規模にもかかわらず、この事故のニュースは長年にわたり隠蔽され、ソ連政府も1989年まで認めていなかった。初代ソ連戦略ロケット軍総司令官でR-16開発計画の責任者だったミトロファン・ニェジェーリン砲兵総元帥もこの事故に巻き込まれて犠牲となったため、このような名前が付いた。
なお、文献によっては本件についてネデリンの大災害などと表記されることがある。

## 背景
ロケット科学者のミハイル・ヤンゲリが設計したR-16の開発計画を指揮したのが、ソ連戦略ロケット軍のミトロファン・ニェジェーリンだった。1960年10月、ロケットはほぼ完成し、ヤンゲリとニェジェーリンは、11月7日の十月革命記念日の前までに打上げを成功させたいと望んだ。ロケットの試作機がバイコヌール宇宙基地サイト41の発射台に準備され、打上げが開始される前に多数のテストが行われた。

## 10月23日
1960年10月23日、R-16試作機は発射前の最終試験のため発射台に設置された。これは全長30m超、直径3m、打ち上げ質量141tの液体燃料ロケットであり、非対称ジメチルヒドラジンを燃料、硝酸の四酸化二窒素飽和溶液を酸化剤とするハイパーゴリック推進剤を使用した。これは燃焼剤と酸化剤の2液が接触するだけで発火する自己着火性の推進剤である。この場合は2液の沸点が高く保管が容易なことから採用されていたが、腐食性と毒性が極めて高く、燃焼時にも有毒ガスを発生する短所があった。
こうした危険性を踏まえ、打ち上げ手順の中で厳格な安全要件が規定されていたが、11月7日（革命記念日）前までに全試験を終わらせるというニェジェーリンの強い意向により日程が極端に圧迫され、時間短縮のため多数の安全手順が無視された。
その日遅く、技術者が誤って第一段目のロケットの燃料経路の燃焼膜（pyrotechnic membranes）を破損させ、燃料が配管と燃焼室に流れ込んでしまった。これが直ちに危険なわけではなかったが、燃料の硝酸は腐食性を持ち部品に深刻なダメージを与えるので、2日以上燃料経路内に入れたままにはできなかった。そこでチームは、予定通り翌日打ち上げるか燃料を抜いてエンジンを組立て直すため日程を数週間延期するかの決断を迫られ、結局そのまま打ち上げることに決めて準備を急がせた。その日は他のいくつかの部品がテストされ、交換や手順の調整が行われた。ニェジェーリンが打上げ予定を報せていたことから、軍高官がバイコヌールを視察しに来訪した。

## 10月24日
10月24日、打上げ準備が続いていた。多くの作業が残っていたためいくつかの行程は同時並行で進められた。遅れに苛立ったニェジェーリンは、軍高官を監視所に残して発射台に戻り、横に椅子を据えてロケットの準備を監督した。
打上げ前の準備中、プログラム制御配電器は打上げ後の設定にされており打上げ前にリセットする必要があった。この配電器から時間に合わせてロケットへ電気信号が送られることで、適切に燃焼膜が開き、エンジン燃焼が調整され、各段が分離する。後に、配電器がリセットされていないことに気付いた技術者がこれをリセットした。ところが、その時点でロケットは既にバッテリーが積まれ電源が入っており、安全ブロックはテスト用に無効化されていた。このため、配電器のリセットによって燃焼弁が開き、二段目のロケットエンジンが点火した。
この二段目のロケット噴射を浴びて、直下にある一段目の燃料タンクが大爆発を起こした。退避する前にカメラ操作員が発射台周辺の自動ビデオカメラを遠隔操作で起動していたので、この爆発は詳細な映像記録が残っている。ロケットに近い人々は即座に焼け焦げた。離れた人々は焼け死ぬかまたは燃焼に伴う有毒ガスで死亡した。アンドレイ・サハロフによると、エンジンが火を噴くと付近にいたほとんどの者はすぐに周囲めがけて駆け出したが保安フェンスに阻まれてしまい、燃え盛る燃料の火球に呑み込まれた。アメリカ合衆国の軍事コンサルタントであるスティーヴン・ザロガによれば、この爆発でニェジェーリンとその側近やソ連のミサイル誘導方式設計の第一人者の他、軍人と技術者合わせて71名が死亡した。ミサイル設計者のヤンゲリと試験場の司令官は、たまたま場を外して数百メートル離れた掩蔽壕の裏で喫煙していて助かったが、それでも火傷を負った。

## その後
10月24日の出来事に関しては、ニキータ・フルシチョフによりすぐに箝口令が敷かれた。報道発表では、ニェジェーリンは飛行機事故で死んだとされ、他の技術者らの遺族も犠牲者は同じ原因で死んだと言うよう、当局から指示された。フルシチョフもまた、レオニード・ブレジネフを事故調査委員会の委員長に任じて現場に向かうよう命じた。委員会は予定よりもっと多くの人々が当時発射台周辺にいたことを突き止めた。本来それらの人々は現場から離れた安全な掩蔽壕の中にいる筈だった。
フルシチョフの息子であるセルゲイによると、ブレジネフも「委員会は誰も処罰しない」と主張し、「罪のある者は既に罰された」からと説明したということである。
その後、ヤンゲリはフルシチョフから「しかしどうしてお前は助かったのか?（А ты почему остался жив?）」と尋ねられ、震え声で「煙草を吸うため外していました。これは全て私の過ちです（Отошел покурить. Во всем виноват я）」と答えたという。後に心筋梗塞を起こし、何か月も休職した。
委員会が調査報告をまとめた後、R-16の開発は1961年1月に再開され、事故から約1年を経た11月に最初の飛行が成功した。R-16の開発遅延により、ソ連はさらに強力な大陸間弾道ミサイルの開発に駆り立てられ、フルシチョフがキューバに中距離弾道ミサイルの配備を決断するきっかけとなった。事故前には、ヤンゲリは有人宇宙飛行計画の指導者の座をセルゲイ・コロリョフと争う野心を持っていたが、結局R-16の開発に専念するよう指示された。
1960年代前半、バイコヌールの公園に犠牲者の追悼碑が建てられ、現在でも有人飛行の打上げ前にはロシア連邦宇宙局の職員が訪れている。また、3年後の10月24日にもICBMの火災事故で8人が死亡したため、毎年10月24日は、バイコヌール宇宙基地やロシアの宇宙開発の現場では犠牲者を追悼する日となっている。

## 公式発表
報道発表では、ニェジェーリンは「非公開の任務中に起きた航空機事故」で死亡したと伝えられた。イタリアの通信社コンティエンターレが、匿名の情報源からの話として12月8日に初めて、ニェジェーリン元帥ほか100名がロケットの爆発で死亡したと報じた。ガーディアンも1965年10月16日に、捕えられたスパイのオレグ・ペンコフスキーがミサイル事故の詳細を認めたと報じ、亡命した科学者のジョレス・メドヴェージェフが1976年にイギリスの週刊誌ニュー・サイエンティストにさらなる詳細を語った。しかし、ミハイル・ゴルバチョフのペレストロイカに伴う報道の自由化が進んだ1989年4月16日に週刊誌『アガニョーク』が記事を掲載するまで、ソ連政府は公式にはこの事故を認めていなかった。